# Kaleen (énekesnő)
Marie-Sophie Kreissl, művésznevén Kaleen (Wels, 1994. november 12. –) osztrák énekesnő és táncosnő. Ő képviselte Ausztriát a 2024-es Eurovíziós Dalfesztiválon, Malmőben.

## Pályafutása
Kaleen művészetére a következő zenészek bírtak a legnagyobb befolyással: Ariana Grande, Beyoncé, Dua Lipa, Little Mix és Zara Larsson.
2014-ben részt vett a Got to Dance című német táncos műsorban, ahol a táncpartnerével a döntőbe jutott. 2020 óta koreográfusként és rendezőként dolgozik az ORF-nél, többek között a Starmania című tehetségkutató műsorban. 2021-ben saját lemezkiadót alapított Wifi Records néven. Első albuma, a Stripping Feelings 2023 szeptemberében jelent meg.
2018 óta különböző szerepekben részt vett az Eurovíziós Dalfesztiválokon és a Junior Eurovíziós Dalfesztiválokon: a szárazpróbák alatt beugró énekesként vett részt, táncosként és koreográfusként a 2018-as verseny vendégfellépő műsorszámaiban működött közre. Ezek mellett ő volt a kreatív igazgatója Spanyolország és Bulgária junior eurovíziós produkciójának 2021-ben. Az Eurovíziós Dalfesztiválon 2022-ben volt kreatív igazgató Spanyolország produkciójában, valamint a verseny általános színpadi rendezője is ő volt. 2023-ban segített az osztrák, az örmény, a német és a grúz produkciók színpadi előadásainak megvalósításában is.
2024. január 16-án az ORF bejelentette, hogy az énekesnő képviseli Ausztriát az Eurovíziós Dalfesztiválon. Versenydalának a címe We Will Rave volt, mely dance-pop stílusban íródott, valamint a techno inspirálta. A dalt 2024. március 1-jén mutatták be hivatalosan. A dalfesztivál május 9-én rendezett második elődöntőjéből kilencedik helyezettként jutott tovább a döntőbe, ahol a huszonnegyedik, utolsó előtti helyen végzett.

## Diszkográfia

### Album
- Stripping Feelings (2023)

### Kislemezek
- Too Good to Not (2021)
- Don't Wanna Leave You Now (2021)
- Games (2022)
- Put You Down (2022)
- What It Feels Like (2023)
- Taking Chances (2023)
- We Will Rave (2024)
- It Feels So Good (2024)
- Knocking on Heaven’s Door (2025)
- Heart In Stereo (2025)

## Fordítás
- Ez a szócikk részben vagy egészben  a   Kaleen (Sängerin) című német Wikipédia-szócikk fordításán alapul.  Az eredeti cikk szerkesztőit annak laptörténete sorolja fel. Ez a jelzés csupán a megfogalmazás eredetét és a szerzői jogokat jelzi, nem szolgál a cikkben szereplő információk forrásmegjelöléseként.